# 岡谷光学機械
岡谷光学機械（おかやこうがくきかい、英名:Okaya Kōgaku Kikai K.K. ）は長野県岡谷市に存在したカメラメーカー、光学器械メーカーである。

## カメラ製品一覧
カメラメーカーとしては一貫して35mmフィルム使用カメラを作っていた。
。発売元は服部時計店で品質的に低くなく、中堅メーカーとして知られた。
- ロード35I（Lord 35I 、1953年8月発売[1]） - 透視ファインダー、直進ヘリコイド、目測式[1]。
- ロード35IIA（Lord 35IIA 、1954年11月発売[1]） - 距離計連動式、シャッターがMX接点付きとなった[1]。
- ロード35IVA（Lord 35IVA 、1954年11月発売[1]） - ロード35IIAをフィルム巻き上げ式としたもの[1]。
- ロード35IVB（Lord 35IVB 、1955年発売[1]） - ロード35IVAのレンズをF2.8つきにしたもの[1]。
- ロード5D（Lord 5D 、1957年発売[1]） - レンズがハイコールF2に、シャッターはセイコーシャMXLになり、ファインダーにブライトフレームが組込まれた[1]。
- ロードSE（Lord SE 、1958年4月発売[1]） - ボディーが大型化した。ロード5Dにパララックス自動補正が入り、ライトバリュー式単独露出計が内蔵された[1]。
- ロードSL（Lord SL 、1959年6月発売[1]） - ロードSEのレンズをF1.8に大口径化しセルフタイマー付きにしたモデルだが価格は据え置かれた[1]。
- ロードマーシャン（Lord Martian 、1960年発売[3]） - ロード35IとロードSLの中間くらいに小型化された[1]。レンズは4群6枚のハイコール[3]40mmF1.8[3][1]。